# Marie-Louise Eteki-Otabela
Marie-Louise Eteki-Otabela, née le 13 avril 1947 à Ebanga dans la région du Centre, au Cameroun, est une écrivaine, sociologue et femme politique camerounaise. Elle est la première femme à se porter candidate à l'élection présidentielle camerounaise de 2004.

## Biographie
Marie-Louise Eteki-Otabela naît le 13 avril 1947 au Cameroun dans la localité d'Ebanga dans l'arrondissement d'Okola dans le département de la Lekié. Elle est la fille d'Hubert Otabela, ancien président de la chambre d'agriculture au Cameroun. En décembre 1959, alors âgée de 12 ans, elle quitte le Cameroun pour l'Aix Provence en France.
Marie-Louise Eteki-Otabela entre à l'université en 1967 et obtient une maîtrise en sociologie de l'Université de Paris X. En 1996, elle obtient un Doctorat en Science Politique à l’UQAM au Canada en 1996. En 1997, elle est la présidente de la Coordination des forces alternatives (CFA), partie politique féministe légalisé au Cameroun par décision n° 060/D/MINAT du 3 mars 1997. En 2004, elle est la première femme camerounaise à se porter candidate à l'élection présidentielle au Cameroun. Sa candidature est rejetée.
Elle est professeur diplômée en science politique. En tant que militante féministe, elle milite pour l'amélioration des droits des femmes en Afrique.
Elle est l'autrice de plusieurs œuvres littéraires sur la sociologie et la politique.

## Œuvres
- Misères et grandeurs de la démocratie au Cameroun, L’Harmattan, 1985
- Le totalitarisme des états africains: le cas du Cameroun, L’Harmattan, 2001
- Face-à-face manqué. Cameroun présidentielles 2004, L’Harmattan, 2006
- L'assemblée des peuples camerounais. le Cameroun que nous voulons, L'Harmattan, 2009
- Libérer Simone Ehivet Gbagbo pour en finir avec le totalitarisme en Afrique, L’Harmattan, 2018